# Reboulia maderensis
Reboulia maderensis là một loài rêu trong họ Aytoniaceae. Loài này được Raddi mô tả khoa học đầu tiên năm 1821. Danh pháp khoa học của loài này chưa được làm sáng tỏ. 